# بلدية سييا
بلدية سييا (بالإنجليزية: Sēja Municipality)‏ هي بلدية في لاتفيا، تتبع لاتفيا، بلغ عدد سكانها 2٬185  نسمة، في 1 يناير 2017.

## الموقع
تشترك في الحدود مع:
- بلدية سولكراستي
- بلدية إنكوكالنز
- بلدية كريمولدا
- بلدية ليمباجي
- بلدية آداجي.